# مایت رسیمن
مایت رسیمن (انگلیسی: Mait Riisman; ۲۳ سپتامبر ۱۹۵۶ – ۱۷ مهٔ ۲۰۱۸) بازیکن واترپلو اهل اتحاد جماهیر شوروی سوسیالیستی بود.